# Központi-Gerecse
Központi-Gerecse este o arie protejată (arie specială de conservare — SAC, sit de importanță comunitară — SCI) din Ungaria întinsă pe o suprafață de 5.911,5 ha, integral pe uscat.

## Localizare
Centrul sitului Központi-Gerecse este situat la coordonatele 47°39′15″N 18°32′25″E / 47.654167°N 18.540278°E.

## Înființare
Situl Központi-Gerecse a fost declarat sit de importanță comunitară în mai 2004 pentru a proteja 3 specii de plante și 19 specii de animale. Situl a fost protejat și ca arie specială de conservare în februarie 2010.

## Biodiversitate
Situată în ecoregiunea panonică, aria protejată conține 13 habitate naturale: Pajiști panonice carstice (Stipo-Festucetalia pallentis), Peșteri inaccesibile publicului, Pajiști uscate seminaturale și facies de acoperire cu tufișuri pe substraturi calcaroase (Festuco-Brometalia) (* situri importante pentru orhidee), Pante stâncoase calcaroase cu vegetație casmofită, Păduri pe pante, grohotișuri și ravene de Tilio-Acerion, Păduri de fag Asperulo-Fagetum, Păduri panonice-balcanice de stejar turcesc - stejar sesil, Păduri panonice cu Quercus pubescens, Liziere de ierburi înalte hidrofile de câmpie și de nivel montan până la alpin, Păduri panonice cu Quercus petraea și Carpinus betulus, Formațiuni de Juniperus communis pe lande sau pajiști calcaroase, Pajiști stepice panonice pe loess, Pajiști stepice subpanonice.
La baza desemnării sitului se află mai multe specii protejate:
- plante (3): Ferula sadleriana, Himantoglossum caprinum, sisinei (Pulsatilla grandis)
- amfibieni (1): buhai de baltă cu burta roșie (Bombina bombina)
- mamifere (8): liliac cârn (Barbastella barbastellus), liliac cu urechi mari (Myotis bechsteinii), liliac cu urechi de șoarece (Myotis blythii), liliac cărămiziu (Myotis emarginatus), liliac comun (Myotis myotis), liliacul mediteranean cu potcoavă (Rhinolophus euryale), liliacul mare cu potcoavă (Rhinolophus ferrumequinum), liliacul mic cu potcoavă (Rhinolophus hipposideros)
- nevertebrate (9): croitorul mare al stejarului (Cerambyx cerdo), Cucujus cinnaberinus, Euplagia quadripunctaria, Limoniscus violaceus, rădașcă (Lucanus cervus), croitorul cenușiu al stejarului (Morimus funereus), Rosalia alpina, Stenobothrus eurasius, Vertigo moulinsiana
- reptile (1): țestoasa de baltă (Emys orbicularis)

Pe lângă speciile protejate, pe teritoriul sitului au mai fost identificate 34 de specii de plante, 6 specii de păsări, 6 specii de amfibieni, 9 specii de mamifere, 2 specii de nevertebrate, 3 specii de reptile.